# Digama africana
Digama africana is een vlinder uit de familie spinneruilen (Erebidae). De wetenschappelijke naam is voor het eerst geldig gepubliceerd in 1907 door Swinhoe.
De soort komt voor in tropisch Afrika.